# Farní sbor Českobratrské církve evangelické ve Vsetíně (horní sbor)
Farní sbor Českobratrské církve evangelické ve Vsetíně (horní sbor) je sborem Českobratrské církve evangelické ve Vsetíně. Sbor spadá pod Východomoravský seniorát. Jedná se o největší a nejpočetnější sbor tohoto seniorátu.
Faráři sboru jsou Miroslav Eštok a Otakar Mikoláš. Kurátorem je Daniel Fojtů. 

## Faráři sboru
- Jiří Altynski (1943–1945)
- Lubomír Linka vikář (1947)
- Jaroslav Voda (1953–1958)
- Jan Hudec (1996–2004)
- Pavla Hudcová (1997–2003)
- Helena Hamariová (1997)
- Bernard Martin (2006)
- Jiřina Kovářová (2007–2011)
- Pavel Čmelík (2003–2015)
- Stanislav Mikulík (2011–2015)
- Pavel Freitinger (2017–2022)
- Otakar Mikoláš (2015–současnost)
- Miroslav Eštok (2023–současnost)